# 姜鳳山
姜鳳山（1923年—2012年），北京人，京劇琴師。
姜鳳山是杜奎三（徐蘭沅的學生）的大弟子，與梅蘭芳合作多年，先是在梅蘭芳劇團樂隊演奏京劇二胡（京二胡），輔助琴師王少卿，王故去后，他升任琴師，給梅蘭芳操琴（以京劇胡琴；京胡配合唱腔和表演），直到梅去世。
與他搭配的京劇二胡是虞化龍。
1959年，梅蘭芳做院長的北京中國京劇院（現在的中國國家京劇院）祝賀中華人民共和國成立10周年，獻演新編戲《穆桂英掛帥》，梅蘭芳領銜主演，庚金群打鼓，他做琴師和唱腔設計，音樂指導是徐蘭沅。
他的唱腔設計作品還有現代京劇（京劇現代戲）《洪湖赤衛隊》；新編古裝京劇《蘭梅記》等。
2012年12月22日姜鳳山與北京病逝，享年90歲。